# ماركو زن
ماركو زن (بالإنجليزية: Marco Zen)‏ ولد بتاريخ 2 يناير 1963 في باسانو دل غرابا، إيطاليا، هو دراج إيطالي سابق.

## روابط خارجية
- ماركو زن على موقع أرشيف الدراجات (الإنجليزية)
- ماركو زن على موقع إحصائيات الدراجات الإحترافية (الإنجليزية)